# 川島裕二
川島 裕二（かわしま ゆうじ、1960年5月16日 - ）は、日本のキーボーディスト、編曲家。川島バナナ、BaNaNa、川島 BaNaNa 裕二、BaNaNa-UG（バナナユージ）など数多の別名も使用している。

## 略歴
1960年（昭和35年）に長崎県長崎市端島（軍艦島）で生まれ、3歳まで居住していた。
小学校時代には町田市に転居し、高校時代まで同地で過ごした。中学時代にはロックに興味をもち、同級生とバンドを組み、卒業式の謝恩会で演奏する（当時はキーボーディストが別にいたので、ドラムを叩いた）。中学時代に作曲コンクールに応募するため中学校の応援歌を作曲。優勝し、町田市立薬師中学校の応援歌として採用された。その時の賞品であったシステムステレオは中学に寄付された。
東京都立狛江高等学校に入学。同期にチェリストの溝口肇、アナウンサーの石川みゆき、作家の駒沢敏器、ベーシストの山内薫などがいた。
高校卒業後、1979年につのだ☆ひろが結成したファンクバンド「ジャップス・ギャップス」でデビュー。
翌1980年、佐藤薫が結成した京都のファンクユニット「EP-4」に在籍。
同時期には原マスミのシングルや、1982年のアルバム『イマジネイション通信』、1984年のアルバム『夢の四倍』に全面的に参加。また井上陽水らの楽曲で編曲やキーボード演奏を担当した。
1988年、安全地帯のライブツアーにサポートメンバーとして参加。同じくサポートメンバーだった松田真人は、川島を「刺激的で才能に満ち溢れたアーティスト」と評した。
2001年12月6日、東京都内で交通事故（物損事故）を起こした際に、運転していた自動車の下で発見されたウエストポーチの中から覚醒剤と大麻が発見され、覚醒剤取締法違反の疑いで警視庁成城警察署に逮捕された。用便を求めた際に下着の中からも覚醒剤が見つかった。
2011年現在、「EP-4」とその別ユニット「EP-4 (Unit3)」、小川美潮が主催する音楽ユニット「ウズマキマズウ」の一員として活動している。

## レコーディングに参加したミュージシャン
- 安全地帯
- 井上陽水
- 今井美樹
- 太田裕美
- 小川美潮
- きいちろ
- 来生たかお
- GLAY
- 小林泉美
- 小比類巻かほる
- 斉藤由貴
- 猿岩石
- 谷山浩子
- 土屋昌巳
- 浜田省吾
- 原マスミ
- PINK
- Dr.Tommy
- 布袋寅泰
- 南佳孝
- 渡辺真知子